# Cephalodiscus indicus
Cephalodiscus indicus är en djurart som tillhör fylumet svalgsträngsdjur, och som beskrevs av Alexander Schepotieff 1909. Cephalodiscus indicus ingår i släktet Cephalodiscus och familjen Cephalodiscidae.
Artens utbredningsområde är Indiska oceanen. Inga underarter finns listade i Catalogue of Life.